# 프로그래밍 게임
프로그래밍 게임(programming game)은 컴퓨터 프로그래밍 요소를 활용한 비디오 게임의 일종이다. 게임 내에서 플레이어는 주로 시각언어 형태를 한 도메인 특화 언어 명령어로 요소를 제어해 진행한다.

## 적용

### 퍼즐 게임으로서
초기 프로그래밍 게임들로 《시스템 15000 (1984)》과 《해커 (1985)》가 있다.

## 같이 보기
- 비주얼 프로그래밍 언어